# تاكيشي موتويوشي
تاكيشي موتويوشي (本吉剛) (ولد 26 يوليو 1967) هو لاعب كرة قدم ياباني سابق، شارك في كأس آسيا 1988.

## روابط خارجية
- تاكيشي موتويوشي على موقع رابطة كرة القدم اليابانية للمحترفين (اليابانية)
- تاكيشي موتويوشي على موقع ناشيونال فوتبول تيمز (الإنجليزية)
- تاكيشي موتويوشي على موقع عالم كرة القدم.نت (الإنجليزية)

1. ↑  "معلومات عن تاكيشي موتويوشي على موقع worldfootball.net". worldfootball.net. مؤرشف من الأصل في 2019-03-27.
2. ↑  "معلومات عن تاكيشي موتويوشي على موقع data.j-league.or.jp". data.j-league.or.jp. مؤرشف من الأصل في 2018-09-01.

- Profile in weltfussball